# بريان هاينز
بريان هاينز (بالإنجليزية: Bryan Hines)‏ هو مصارع هاوي أمريكي، ولد في 14 مايو 1896 في مورهيد في الولايات المتحدة، وتوفي في 10 سبتمبر 1964 في فلاغستاف في الولايات المتحدة.

## وصلات خارجية
- بريان هاينز على موقع أوليمبيديا (الإنجليزية)